# GE Jenbacher
De firma GE Jenbacher GmbH & Co OHG in Jenbach in Tirol is een leverancier van gasmotoren en warmtekrachtkoppelingen en is in volledig eigendom van General Electric. GE Jenbacher is ontstaan uit de voormalige Jenbacher Werke, een leverancier van dieselmotoren en locomotieven.

## Gebouwd spoorwegmaterieel
- NEG T4
- ÖBB 2043
- ÖBB 5047
- ÖBB 5147
- GySEV 5047 identiek aan de ÖBB 5047
- GySEV 5147
- StLB 5047 identiek aan de ÖBB 5047
- Class 70 (van General Electric, met Jenbacher motor)
- Integral laatste treinen gebouwd voor Bayerische Oberlandbahn (BOB)